# عشق (فیلم ۲۰۰۱)
عشق (به انگلیسی: Crush) فیلمی ۱۱۲ دقیقه‌ای به کارگردانی جان مک‌کی با بازی اندی مک‌داول محصول کشور ایالات متحده آمریکا است.